# Chérie, j'ai agrandi le bébé
Série Chérie, j'ai rétréci les gosses
Chérie, j'ai rétréci les gosses
(1989) Chérie, nous avons été rétrécis
(1997)
Pour plus de détails, voir Fiche technique et Distribution.
Chérie, j'ai agrandi le bébé ou Chérie, j'ai gonflé le bébé au Québec (Honey, I Blew Up the Kid) est un film américain réalisé par Randal Kleiser et sorti en 1992. C'est le deuxième film de la franchise Chérie, j'ai rétréci les gosses.
Il ne rencontre pas le même succès commercial que son prédécesseur. Il permet cependant de poursuivre la franchise avec un nouveau film, une série télévisée et des attractions.

## Synopsis
Trois ans après avoir accidentellement rétréci ses enfants, l'inventeur farfelu Wayne Szalinski se rend dans le Nevada avec sa famille pour mettre au point un rayon capable de dilater les molécules. Mais un nouvel accident va se produire. Cette fois c'est le dernier né de la famille, Adam, qui va être touché. Âgé de 2 ans, il mesure désormais près de 40 mètres. Wayne se doit de réparer son erreur, mais comment contrôler un bébé de 2 ans quand il est 25 fois plus grand que soi ? Les Szalinski vont également devoir affronter un collègue de Wayne, le Dr Charles Hendrickson, qui veut récupérer son invention, désormais propriété de l'entreprise de Clifford Sterling.

## Fiche technique
- Titre français : Chérie, j'ai agrandi le bébé
- Titre québécois : Chérie, j'ai gonflé le bébé
- Titre original : Honey, I Blew Up the Kid
- Réalisation : Randal Kleiser
- Scénario : Thom Eberhardt, Peter Elbling, Garry Goodrow
  - adapté par : Garry Goodrow
  - d'après les personnages créés par Stuart Gordon, Brian Yuzna et Ed Naha
- Musique : Bruce Broughton
- Direction artistique : Ed Verreaux
- Décors : Dorree Cooper et Leslie Dilley
- Costumes : Tom Bronson
- Photographie : John Hora (en)
- Son : Roger Pietschmann
- Montage : Harry Hitner, Michael A. Stevenson
- Effets spéciaux :
  - Superviseur des effets spéciaux : Bruce D. Hayes, Emmet Kane, Dean W. Miller, David Sosalla
- Maquillage : Mary Burton
- Coiffure : Laura Lee Grubich
- Producteurs : Edward S. Feldman (en), Dawn Steel
  - Producteur délégué : Albert Band, Stuart Gordon
  - Coproducteur : Dennis E. Jones, Deborah Brock
- Sociétés de production : Walt Disney Pictures, Touchwood Pacific Partners 1
- Société de distribution : Buena Vista Pictures
- Budget : 40 000 000 $ (estimation)[1]
- Pays de production :  États-Unis
- Langue originale : anglais
- Format : Couleur (Technicolor) - 35 mm - 1,85:1 - Son : Dolby SR
- Genre : comédie, aventures, science-fiction
- Durée :  89 minutes
- Date de sortie :
  - États-Unis : 17 juillet 1992[2]
  - France : 3 février 1993

## Distribution
- Rick Moranis (VF : Georges Caudron) : Wayne Szalinski
- Marcia Strassman (VF : Véronique Augereau) : Diane Szalinski
- Robert Oliveri (VF : Emmanuel Garijo) : Nick Szalinski
- Daniel et Joshua Shalikar (VF : Morgane Flahaut) : Adam Szalinski
- John Shea (VF : Jean-Luc Kayser) : Dr Charles Hendrickson
- Lloyd Bridges (VF : Edmond Bernard) : Clifford Sterling
- Keri Russell (VF : Amandine Rajau) : Mandy Park
- Gregory Sierra (VF : Gérard Rinaldi) : Terence Wheeler
- Ron Canada (VF : Paul Lambert) : US Marshall Brooks
- Julia Sweeney (VF : Marie Vincent) : Janet, la voisine magicienne
- Amy O'Neill (VF : Valérie Siclay) : Amy Szalinski
- Kenneth Tobey (VF : Raymond Loyer) : Smitty
- Leslie Neales (VF : Micky Sébastian) : Constance Hivers, la journaliste
- Michael Milhoan (VF : Michel Vigné) : le capitaine Ed Myerson
- Linda Carlson : la voisine
- Bill Moseley (VF : Serge Faliu) : le marshall fédéral
- Lisa Mende (VF : Dorothée Jemma) : la technicienne du laboratoire
- John Paragon (VF : Pierre-François Pistorio) : le technicien du laboratoire

## Production
Le scénario original, intitulé Big Baby, n'était pas destiné à être la suite de Chérie, j'ai rétréci les gosses. Il mettait initialement en scène un jeune enfant en bas âge devenu géant à la suite d'un accident impliquant un rayon de croissance et qui va terroriser Las Vegas. Disney y voit l’opportunité de donner une suite à son immense succès commercial sorti 1989 et fait réécrire le script. Le script est remanié pour y intégrer les personnes du premier film, à l'exception d'Amy Szalinski qui n'y fait qu'une brève apparition.
Adam Szalinski est joué par les jumeaux Daniel et Joshua Shalikar, qui alterne leur présence sur le plateau en raison des restrictions sur le temps de travail des jeunes acteurs.
Le tournage a lieu de juin à octobre 1991. Il se déroule en Californie (Simi Valley, Walt Disney Studios Burbank), à Las Vegas (Wet'n'Wild Las Vegas, Fremont Street, The Mirage) et en Floride (Orlando).

## Accueil
Le film ne réitère pas le succès du premier film. Il enregistre 58 662 452 $ sur le sol américain, contre plus de 130 millions pour le premier film. Cette suite totalise finalement près de 96 millions de recettes dans le monde, bien loin des 222 millions du premier film. En France, le succès est également moindre avec 1 306 695 entrées, alors que Chérie, j'ai rétréci les gosses avait totalisé 4,2 millions d'entrées.

## Autour du film
- Une série télévisée basé sur les films est diffusée dès 1997.
- Les parcs Disney ont repris les personnages de la saga pour le besoin de la projection tridimensionnelle intitulée Chérie, j'ai rétréci le public (Honey, I Shrunk The Audience) en 1998, sous la direction de Randal Kleiser, réalisateur de Chérie, j'ai agrandi le bébé.